# ARCT-021
ARCT-021 ويُعرف أيضًا باسم لونار-كوف 19 (بالإنجليزية: LUNAR-COV19)‏، هو لقاح مرشح ضد مرض فيروس كورونا، تعمل شركة آركتورس ثربيوتكس الأمريكية على تطويره وإنتاجه بتقنية الرنا بالتعاون مع كلية ديوك-نوس الطبية التابعة لجامعة سنغافورة الوطنية، وهو مخصص للإعطاء عن طريق الحقن العضلي.
بدأ تطوير اللقاح في النصف الأوّل من عام 2020، ودخل المرحلة الأولى من التجارب السريرية في يوليو من العام نفسه، ثم دخل المرحلة الثانية في 4 يناير 2021.